# Myrtea compressa
Myrtea compressa är en musselart som först beskrevs av Dall 1881.  Myrtea compressa ingår i släktet Myrtea och familjen Lucinidae. Inga underarter finns listade i Catalogue of Life.